# NGC 2573
NGC 2573是一个位于南极座的棒旋星系，1837年由約翰·赫歇爾首次发现。NGC 2573是距离南天极最近的NGC天体。